# Слов'яни в Греції

Карта мовних меншин Греції

Македо́нські слов'я́ни — слов'яномовна, а з другої половини XX століття — все більш двомовна (слов'яно-грецька) спільність з розмитою етнічною самосвідомістю, що проживає на півночі сучасної Греції, особливо в області Македонія. 
Сповідують православ'я та мусульманство, частину, що сповідує мусульманство, називають помаками (грец. Πομάκοι).

## Опис
Історія і культура македонських слов'ян близька болгарам, до яких вони й належать. Загальна чисельність неасимільованих автохтонних слов'ян у Греції за оцінкою на 2008 рік — від 30 до 50 тис. чоловік.
Останній офіційний грецький перепис, що реєстрував рідну мову населення, був проведений ще у 1951 році і врахував тоді 41 017 слов'яномовних громадян. З 1951 року статистика з мови і національності грецькою державою не ведеться.

## Історія
Велика географічна область Македонія в давнину була нещільно заселена іллірійськими, древньомокедонськими і фракійськими племенами, які ще за часів ранньої античності піддалися еллінізації (Стародавня Македонія), а потім як провінції Македонія романізації у складі Римської імперії, чисельність населення цього регіону різко впала після розпаду імперії. Міграція слов'ян на Балкани призвела до виникнення наприкінці VI — на початку VII століть слов'янських поселень біля дунайського кордону Візантійської імперії і вторгнення слов'ян болгарської групи в межі дієцезії Македонія та появі там склавинів — ранньофеодальних об'єднань слов'ян, серед яких найбільшими були племінний союз «Сім родів» (70-ті роки VII ст.) і Берзітія (кінець VIII ст.). За повідомленням Прокопія Кесарійського початок набігів військових походів слов'ян на Візантію датується 527 р.
Набіги південнослов'янських племен болгарської групи супроводжувалися масовим захопленням населення дієцезії і виведенням полонених як рабів у склавинії, інтенсивні дії у відповідь робилися при імператорах Тиберії II і Маврикії, причому у військові дії був залучений і Аварський каганат. Відносини трьох сторін відрізнялися крайньою нестабільністю: якщо в 578-579 р. Тіберій зробив з каганом Баяном спільний похід проти слов'ян, вчинилих спустошливий набіг на землі Візантії, то вже в 582 р. авари блокували візантійський Сірмій, що викликало спустошливе вторгнення слов'ян у Місію і Фракію аж до Константинополя, а при Маврикії слов'яни спільно з аварами облягали Солуня (Солуну); в «Стратегіконі» імператора Маврикія слов'яни фігурують як люті вороги імперії. Результатом стало взяття Сірмія аварами і падіння дунайського кордону оборони імперії, ситуацію ускладнив похід аварів проти слов'ян-антів, що призвело до масового переходу слов'ян на візантійські землі на південь від Дунаю.
Іншим чинником стало заснування тюрками-булгарами під проводом хана Аспаруха на території Місії Болгарського царства, до складу якого увійшли як захоплені приморські візантійські міста, так території Малої Скіфії (Добруджи) і Місії зі слов'янськими поселеннями, при цьому Аспарух переселив племена північі на південну околицю царства, що межує з імперією.
У VIII-IX ст. натиск слов'ян був настільки потужним, що їх присутність відчувалася навіть на Пелопоннесі. 
У IX столітті слов'яни становлять значну частину жителів Салоніки, де розвивається особливий діалект південнослов'янського мови, що ліг в основу старослов'янської (староболгарської) мови. Близько 863 року брати Константин (Кирило) Філософ і Мефодій з Салонік за наказом візантійського імператора Михаїла III створили на основі грецького алфавіту кирилицю, що розповсюдилася разом із книжками для богослужіння в слов'янських країнах візантійського кола. У другій половині IX століття територія Македонії була завойована військами Першого Болгарського царства. Під владою Візантії залишилася лише Салоніка з округою. В 1018 році Болгарське царство впало, його територія, включаючи Македонію, увійшла до складу Візантійської імперії.

## Сучасність
Греція приєднала свої сучасні північні області — південну Македонію в ході Другої Балканської війни 1913 р., в якій коаліція у складі Сербії, Чорногорії, Греції, Румунії і Туреччини воювала з Болгарією за переділ підсумків Першої Балканської війни 1912-1913 року. В 1919 році Західна Фракія теж відійшла до Греції.
Згідно зі статистичними даними Ліги Націй, за станом на 1913 р. загальна чисельність населення приєднаних територій склала 1.2 млн чоловік з наступним етнічним складом:
- греки — 43%
- турки — 39%
- слов'яни — 10%
- євреї — 8%

Після Першої світової війни в рамках Нейського договору 1919 р. Греція і Болгарія підписали угоду про «обмін» населенням, в результаті якого з Болгарії до Греції переселялося грецьке населення, а з Греції до Болгарії — болгарське. Чисельність переселених в Болгарію за різними оцінками склала 52-92 тис. чол. з 120 тис. на 1913 рік.
Іншим фактором, що вплинув на етнічний склад провінції Македонія стало переселення грецького населення з Малої Азії після другої греко-турецької війни 1919-1922 р. до Греції; чисельність переселенців склала 1500 тис. осіб і частина переселенців осіла в провінції Македонія.
У результаті частка слов'ян у населенні північної Греції істотно впала і їх чисельність, зафіксована переписами населення 1928 і 1940 рр., склала 82-85 тис. чоловік. На початку XX століття грецький уряд з метою ізолювати місцевих слов'ян від власне болгар, зробив спроби переведення їх писемності на латиницю
Незважаючи на деякі спроби забезпечити слов'янам статус меншини на початку XX століття, вони були поступово пригнічені (в тому числі і з політичних мотивів), і в наш час[коли?] грецький уряд, з певними застереженнями, офіційно визнає права лише одної релігійної меншини — грецьких мусульман і одного етнорелігійного — грецьких вірмен.

## Політична організація
У 2002 році македонці Греції створили свою партію «Веселка» (макед. Вино́жито), яка брала участь у виборах, хоча істотних результатів і не добилася.